# تارسيسيو باجيليا
تارسيسيو باجيليا (17 أبريل 1928 - 9 سبتمبر 2021) كان فيلسوفًا برازيليًا ورئيسًا للأكاديمية البرازيلية للآداب. وُلِد في ريو دي جانيرو البرازيل في 17 أبريل 1928، وهو ابن رايموندو ديلميريانو باديلا ود. مايارد ميريليس باديلا. في عام 1951 تزوج من روث ماريا فورتونا باديلا، وأنجب الزوجان ستة أطفال.

## السيرة الشخصية
تلقى باجيليت تعليمه في مجموعة مدارس الدكتور بيدرو في بتروبوليس، ومدرسة سيدتنا أوشيلادورا في كامبيناس. حصل على بكالوريوس في الفلسفة والقانون من الجامعة البابوية الكاثوليكية في ريو دي جانيرو. حصل على درجة الدكتوراه في الفلسفة من جامعة ولاية ريو دي جانيرو. قام بتدريس الفلسفة في جامعة ولاية ريو دي جانيرو (حيث شغل منصب رئيس القسم)، والجامعة البابوية الكاثوليكية في ريو دي جانيرو، وجامعة سانتا أورسولا، والجامعة الفيدرالية في ريو دي جانيرو، وجامعة جاما فيليو. كان عضوًا في الهيئة الإدارية الدائمة للكلية الحربية العليا.
كان خامس شاغل للرئاسة الثانية في الأكاديمية البرازيلية للآداب، التي انتخب لها في 20 مارس 1997، خلفًا لماريو بالماريو. تم استلامه في 13 يونيو 1997 من قبل الأكاديمي أرنالدو نيسكير. واستقبل بدوره الأكاديميين آنا ماريا ماتشادو ولويز باولو هورتا وماركو لوتشيزي. ترأس الأكاديمية البرازيلية للآداب في عامي 2000 و2001.
في 9 سبتمبر 2021 توفي باجيليا في ريو دي جانيرو، بسبب مضاعفات كوفيد 19.